# Paul Géraldy
Paul Géraldy (pseud. Paul Lefèvre, Paris, 6 de março de 1885 — Neuilly-sur-Seine, 10 de março de 1983) foi um dramaturgo e poeta francês.
Paul Géraldy nasceu em París em 1885 onde fez seus estudos. Géraldy publicou em 1908 seus primeiros poemas no livro intitulado "Les Petites Ames" (As pequenas almas, em uma tradução livre). Em 1912 ele volta em sua segunda obra poética de nome "Toi et moi", traduzido para o português por Guilherme de Almeida com o título de Eu e Você, em 1932. 
Seu sucesso como poeta foi tão grande que tende-se a negligenciar seu sucesso no teatro onde iniciou escrevendo a peça "Les noces d'argent" de 1917.
Ficou eternamente conhecido como o poeta das mulheres e das coisas do coração, Paul Géraldy só voltaria a cena poética em 1960 com o livro "Vous et moi" que teve uma ótima crítica ainda na época.

## Obras
Antologias de poemas
- Les petites âmes (1908)
- Toi et moi (1912)
- Vous et moi (1960)

Teatro
- Aimer, (1921)
- Robert et Marianne, (1925)
- Duo, d'après Colette, (1938)
- Les noces d'argent (1917)
- Les Grands Garçon (1922)
- Christine (1932)
- "do, mi, sol, do"

Narrativas
- La guerre, Madame ! (1916)
- Le prélude (1938)
- L'homme et l'amour (1951)